# Campeonato da Europa de Atletismo de 1982
A 13ª edição dos Campeonatos da Europa de Atletismo celebrou-se no Estádio Olímpico, em Atenas, Grécia, entre 6 e 12 de setembro de 1982.
Nesta edição foram batidos três recordes mundiais em diferentes eventos. Nos 400 metros femininos, a alemã oriental Marita Koch fez a marca de 48.16s, batendo o seu próprio recorde que era de 48.60s. A mesma atleta fez parte do quarteto alemão oriental que também quebrou o recorde da estafeta 4 x 400 metros ao realizar o tempo de 3:19.05m. No decatlo, o britânico Daley Thompson recuperou a melhor marca mundial da prova combinada, que lhe havia sido arrebatada, semanas antes, pelo alemão ocidental Jürgen Hingsen, obtendo 8774 pontos. 
A competição foi dominada pelas duas nações alemãs que, só à sua conta, conquistaram metade das medalhas de ouro que estavam em jogo.

## Medalhistas

### Masculino
| Evento                | Ouro                                                                                      | Prata                                                                                | Bronze                                                                                          |
| --------------------- | ----------------------------------------------------------------------------------------- | ------------------------------------------------------------------------------------ | ----------------------------------------------------------------------------------------------- |
| 100 metros            | Frank Emmelmann · Alemanha Oriental                                                       | Pier Francesco Pavoni · Itália                                                       | Marian Woronin · Polónia                                                                        |
| 200 metros            | Olaf Prenzler · Alemanha Oriental                                                         | Cameron Sharp · Reino Unido                                                          | Frank Emmelmann · Alemanha Oriental                                                             |
| 400 metros            | Hartmut Weber · Alemanha Ocidental                                                        | Andreas Knebel · Alemanha Oriental                                                   | Viktor Markin · União Soviética                                                                 |
| 800 metros            | Hans-Peter Ferner · Alemanha Ocidental                                                    | Sebastian Coe · Reino Unido                                                          | Jorma Härkönen · Finlândia                                                                      |
| 1500 metros           | Steve Cram · Reino Unido                                                                  | Nikolay Kirov · União Soviética                                                      | José Abascal · Espanha                                                                          |
| 5000 metros           | Thomas Wessinghage · Alemanha Ocidental                                                   | Werner Schildhauer · Alemanha Oriental                                               | David Moorcroft · Reino Unido                                                                   |
| 10000 metros          | Alberto Cova · Itália                                                                     | Werner Schildhauer · Alemanha Oriental                                               | Martti Vainio · Finlândia                                                                       |
| Maratona              | Gerard Nijboer · Países Baixos                                                            | Armand Parmentier · Bélgica                                                          | Karel Lismont · Bélgica                                                                         |
| 110 m barreiras       | Thomas Munkelt · Alemanha Oriental                                                        | Andrey Prokofyev · União Soviética                                                   | Arto Bryggare · Finlândia                                                                       |
| 400 m barreiras       | Harald Schmid · Alemanha Ocidental                                                        | Aleksandr Yatsevich · União Soviética                                                | Uwe Ackermann · Alemanha Oriental                                                               |
| 3000 m obstáculos     | Patriz Ilg · Alemanha Ocidental                                                           | Boguslaw Maminski · Polónia                                                          | Domingo Ramón · Espanha                                                                         |
| Estafeta 4x100m       | Andrey Prokofiev · Sergey Sokolov · Aleksandr Aksinin · Nikolay Sidorov · União Soviética | Detlef Kubeck · Thomas Munkelt · Olaf Prenzler · Frank Emmelmann · Alemanha Oriental | Christian Zirkelbach · Christian Haas · Peter Klein · Erwin Skamrahl · Alemanha Ocidental       |
| Estafeta 4x400m       | Erwin Skamrahl · Harald Schmidt · Thomas Glessing · Hartmut Weber · Alemanha Ocidental    | David Jenkins · Garry Cook · Todd Bennett · Phil Brown · Reino Unido                 | Aleksandr Troschtschilo · Pavel Roschtschin · Pavel Konovalov · Viktor Markin · União Soviética |
| 20 km marcha          | José Marín · Espanha                                                                      | Jozef Priblinec · Tchecoslováquia                                                    | Pavol Blazek · Tchecoslováquia                                                                  |
| 50 km marcha          | Reima Salonen · Finlândia                                                                 | José Marín · Espanha                                                                 | Bo Gustafsson · Suécia                                                                          |
| Salto em altura       | Dietmar Mögenburg · Alemanha Ocidental                                                    | Janusz Trzepizur · Polónia                                                           | Gerd Nagel · Alemanha Ocidental                                                                 |
| Salto com vara        | Aleksandr Krupskiy · União Soviética                                                      | Vladimir Polyakov · União Soviética                                                  | Atanas Tarev · Bulgária                                                                         |
| Salto em comprimento  | Lutz Dombrowski · Alemanha Oriental                                                       | Antonio Corgos · Espanha                                                             | Jan Leitner · Tchecoslováquia                                                                   |
| Triplo salto          | Keith Connor · Reino Unido                                                                | Vassiliy Grishchenkov · União Soviética                                              | Béla Bakosi · Hungria                                                                           |
| Arremesso do peso     | Udo Beyer · Alemanha Oriental                                                             | Janis Bojars · União Soviética                                                       | Remigius Machura · Tchecoslováquia                                                              |
| Lançamento do disco   | Imrich Bugár · Tchecoslováquia                                                            | Igor Duginyets · União Soviética                                                     | Wolfgang Warnemünde · Alemanha Oriental                                                         |
| Lançamento do dardo   | Uwe Hohn · Alemanha Oriental                                                              | Heino Puuste · União Soviética                                                       | Detlef Michel · Alemanha Oriental                                                               |
| Lançamento do martelo | Yuriy Sedykh · União Soviética                                                            | Igor Nikulin · União Soviética                                                       | Sergey Litvinov · União Soviética                                                               |
| Decatlo               | Daley Thompson · Reino Unido                                                              | Jürgen Hingsen · Alemanha Ocidental                                                  | Siegfried Stark · Alemanha Oriental                                                             |

### Feminino
| Evento               | Ouro                                                                              | Prata                                                                                           | Bronze                                                                                    |
| -------------------- | --------------------------------------------------------------------------------- | ----------------------------------------------------------------------------------------------- | ----------------------------------------------------------------------------------------- |
| 100 metros           | Marlies Göhr · Alemanha Oriental                                                  | Bärbel Wöckel · Alemanha Oriental                                                               | Rose-Aimée Bacoul · França                                                                |
| 200 metros           | Bärbel Wöckel · Alemanha Oriental                                                 | Kathy Smallwood · Reino Unido                                                                   | Sabine Rieger · Alemanha Oriental                                                         |
| 400 metros           | Marita Koch · Alemanha Oriental                                                   | Jarmila Kratochvílová · Tchecoslováquia                                                         | Taťána Kocembová · Tchecoslováquia                                                        |
| 800 metros           | Olga Mineyeva · União Soviética                                                   | Lyudmila Veselkova · União Soviética                                                            | Margrit Klinger · Alemanha Ocidental                                                      |
| 1500 metros          | Olga Dvirna · União Soviética                                                     | Zamira Zaytseva · União Soviética                                                               | Gabriella Dorio · Itália                                                                  |
| 3000 metros          | Svetlana Ulmasova · União Soviética                                               | Maricica Puică · Roménia                                                                        | Yelena Sipatova · União Soviética                                                         |
| Maratona             | Rosa Mota · Portugal                                                              | Laura Fogli · Itália                                                                            | Ingrid Kristiansen · Noruega                                                              |
| 100 m barreiras      | Lucyna Kałek · Polónia                                                            | Yordanka Donkova · Bulgária                                                                     | Kerstin Knabe · Alemanha Oriental                                                         |
| 400 m barreiras      | Ann-Louise Skoglund · Suécia                                                      | Petra Pfaff · Alemanha Oriental                                                                 | Chantal Réga · França                                                                     |
| Estafeta 4x100m      | Gesine Walther · Bärbel Wöckel · Sabine Rieger · Marlies Göhr · Alemanha Oriental | Wendy Hoyte · Kathy Smallwood · Beverley Goddard · Shirley Thomas · Reino Unido                 | Laurence Bily · Marie-Christine Cazier · Rose-Aimée Bacoul · Liliane Gaschet · França     |
| Estafeta 4x400m      | Kirsten Siemon · Sabine Busch · Dagmar Rübsam · Marita Koch · Alemanha Oriental   | Věra Tylová · Milena Matejkovičová · Taťána Kocembová · Jarmila Kratochvílová · Tchecoslováquia | Yelena Didilenko · Irina Olkhovnikova · Olga Mineyeva · Irina Baskakova · União Soviética |
| Salto em altura      | Ulrike Meyfarth · Alemanha Ocidental                                              | Tamara Bykova · União Soviética                                                                 | Sara Simeoni · Itália                                                                     |
| Salto em comprimento | Vali Ionescu · Roménia                                                            | Anişoara Cuşmir-Stanciu · Roménia                                                               | Yelena Ivanova · União Soviética                                                          |
| Arremesso do peso    | Ilona Slupianek · Alemanha Oriental                                               | Helena Fibingerová · Tchecoslováquia                                                            | Nunu Abashidze · União Soviética                                                          |
| Lançamento do disco  | Tsvetanka Khristova · Bulgária                                                    | Maria Vergova-Petkova · Bulgária                                                                | Galina Savinkova · União Soviética                                                        |
| Lançamento do dardo  | Anna Verouli · Grécia                                                             | Antje Kempe · Alemanha Oriental                                                                 | Sofia Sakorafa · Grécia                                                                   |
| Heptatlo             | Ramona Neubert · Alemanha Oriental                                                | Sabine Mobius-Paetz · Alemanha Oriental                                                         | Sabine Everts · Alemanha Ocidental                                                        |

## Quadro de medalhas
| Ordem | País               | Medalha de ouro | Medalha de prata | Medalha de bronze | Total |
| ----- | ------------------ | --------------- | ---------------- | ----------------- | ----- |
| 1     | Alemanha Oriental  | 13              | 8                | 7                 | 28    |
| 2     | Alemanha Ocidental | 8               | 1                | 4                 | 13    |
| 3     | União Soviética    | 6               | 12               | 8                 | 26    |
| 4     | Reino Unido        | 3               | 5                | 1                 | 9     |
| 5     | Tchecoslováquia    | 1               | 4                | 4                 | 9     |
| 6     | Espanha            | 1               | 2                | 2                 | 5     |
|       | Itália             | 1               | 2                | 2                 | 5     |
| 8     | Bulgária           | 1               | 2                | 1                 | 4     |
|       | Polónia            | 1               | 2                | 1                 | 4     |
| 10    | Roménia            | 1               | 2                | -                 | 3     |
| 11    | Finlândia          | 1               | -                | 3                 | 4     |
| 12    | Grécia             | 1               | -                | 1                 | 2     |
|       | Suécia             | 1               | -                | 1                 | 2     |
| 14    | Países Baixos      | 1               | -                | -                 | 1     |
|       | Portugal           | 1               | -                | -                 | 1     |
| 16    | Bélgica            | -               | 1                | 1                 | 2     |
| 17    | França             | -               | -                | 3                 | 3     |
| 18    | Hungria            | -               | -                | 1                 | 1     |
|       | Noruega            | -               | -                | 1                 | 1     |
|       | TOTAL              | 41              | 41               | 41                | 123   |

## Participantes
De acordo com uma contagem não oficial, 777 atletas de 30 países participaram do evento, 21 atletas mais do que o número oficial de 756, e um país mais do que o número oficial de 29 como publicado. 
| - Áustria (7) - Bélgica (12) - Bulgária (34) - Chipre (3) - Checoslováquia (28) - Dinamarca (9) - Alemanha Oriental (65) - Finlândia (38) | - França (48) - Gibraltar (1) - Grécia (29) - Hungria (18) - Islândia (4) - Irlanda (9) - Itália (55) - Luxemburgo (1) | - Malta (1) - Países Baixos (9) - Noruega (18) - Polónia (37) - Portugal (11) - Roménia (18) - União Soviética (92) | - Espanha (24) - Suécia (55) - Suíça (25) - Turquia (2) - Reino Unido (51) - Alemanha Ocidental (59) - Iugoslávia (14) |